# Weinmannia lentiscifolia
Weinmannia lentiscifolia är en tvåhjärtbladig växtart som beskrevs av Presl. Weinmannia lentiscifolia ingår i släktet Weinmannia och familjen Cunoniaceae. Inga underarter finns listade i Catalogue of Life.